# Ла Сен Таї
Ла Сен Таї (лаос. ພະເຈົ້າຫຼ້າແສນໄຕ ພູວະນາດ; 1462–1496) — чотирнадцятий правитель королівства Лансанг.
Зійшов на престол 1486 року після смерті свого брата Суванна Банланґа, який був героєм війни проти вторгнення Дайв'єту 1479 року. Період правління Ла Сен Таї, так само, як і його попередника, став епохою миру та відновлення держави, що постраждала від внутрішньої боротьби між різними фракціями при дворі, так і від зовнішньої загрози. Зокрема вторгнення до меж Лансангу держав Дайв'єт і Ланна дещо скоротили території володінь Ла Сен Таї.
Хроніки, в яких згадується Ла Сен Таї, належать до старовинних анналів королівства Лансанг, держав Ланна, Аюттхая та Бірма, й усі вони суперечать одне одному. Зокрема хроніки Лансангу перекладались іншими мовами та тлумачились по різному, що спричинило дискусії з приводу правдивості тих історичних джерел. Більшість дослідників вважають, що до оригінальних текстів навмисне вносились зміни, щоб не висвітлювати ті чи інші події з метою возвеличення власної держави. Окрім того, дослідникам вкрай важко встановити хронологію та чітку послідовність подій і правителів у той період історії королівства Лансанг. Тому події та дати біографії Ла Сен Таї не можуть бути цілком достовірними.

## Біографія
Принц Таєлакон (ім'я при народженні) був сином короля Чаккапхат Пхаєн Пхаєо та молодшим братом Суванна Банланґа. До сходження на престол був губернатором провінції Нонгке. Коли 1485 року помер його старший брат, не лишивши спадкоємців, рада придворної знаті обрала новим королем принца Таєлакона, який 1486 року зайняв трон під ім'ям Ла Сен Таї. Церемонія коронації відбулась 1491 року, на якій були присутні офіційні представники королівства Аюттхая. Останні принесли новому королю багаті дарунки.
Після сходження на престол Ла Сен Таї призначив свого молодшого брата губернатором провінції В'єнгкхам. Як і його батько, Ла Сен Таї був палким буддистом, тому він підтримував поширення в країні тгеравади та будував храми. Також він налагодив мирні стосунки з королівством Дайв'єт.
Ла Сен Таї помер у 33-річному віці. Після смерті короля трон зайняв його єдиний син, принц Сомпху. Оскільки останній був малолітнім, регентом при ньому став молодший брат і головний міністр Ла Сен Таї Вісунарат. За два роки свого регентства Вісунарат збудував великий храм, у якому поховав прах свого брата. Та вже 1500 року Вісунарат повалив свого небожа та став повновладним королем Лансангу.